# Scambophyllum pendleburyi
Scambophyllum pendleburyi är en insektsart som beskrevs av Heinrich Hugo Karny 1926. Scambophyllum pendleburyi ingår i släktet Scambophyllum och familjen vårtbitare. Inga underarter finns listade i Catalogue of Life.